# Cezary Humański
Cezary Włodzimierz Humański (ur. 3 marca 1940 w Modliszewicach, zm. 12 września 2022 w Wołominie) – polski działacz państwowy i samorządowy, przedsiębiorca, były naczelnik i prezydent Kutna, w latach 1986–1990 wicewojewoda płocki.

## Życiorys
Syn Józefa i Ireny. Ukończył studia z inżynierii mechanicznej na Politechnice Warszawskiej. Zawodowo pracował jako nauczyciel m.in. w Zespole Szkół Zawodowych nr 1 w Kutnie. W 1981 został naczelnikiem miasta Kutno, zastępując Adama Karsińskiego, następnie był jego prezydentem, gdy stanowisko zostało naczelnika przekształcone w funkcję prezydenta w 1986 po przekroczeniu liczby 50 tysięcy mieszkańców. W grudniu 1986 przeszedł na fotel wicewojewody płockiego, który zajmował do stycznia 1990. Na przełomie lat 80. i 90. należał do założycieli płockiego Towarzystwa Wspierania Inicjatyw Gospodarczych i Klubu Kapitału Płockiego. W III RP zajął się działalnością gospodarczą, przez wiele lat kierował Klubem Biznesmenów i Menedżerów w Kutnie. Został współwłaścicielem różnych przedsiębiorstw, m.in. składu wolnocłowego, firmy doradczej i spółki zarządzającej kutnowskim szpitalem.